# Luis Sánchez Arjona de Velasco
Luis Sánchez Arjona y de Velasco (Fregenal de la Sierra, 1848-Ciudad Rodrigo, 1924) fue  un político, abogado y propietario español.

## Biografía
Nacido el 26 de octubre de 1848 en la localidad pacense de Fregenal, era miembro de una «distinguida y poderosa» familia, establecida desde antiguo en Extremadura, Castilla la Vieja y Andalucía. Abogado, representó al distrito salmantino de Ciudad Rodrigo en 1881 y 1884. En 1886 volvió a obtener escaño por dicho distrito, cargo para el que fue proclamado el 13 de mayo y que juró el 11 de junio. En 1891 y 1893 repitió en el Congreso por Ciudad Rodrigo. Posteriormente fue senador por la provincia de Salamanca y, desde 1898, senador vitalicio. Falleció el 23 de enero de 1924 en Ciudad Rodrigo.